# Тарасовка (Оржицкий район)
Тарасовка (укр. Тарасівка) — село,
Плеховский сельский совет,
Оржицкий район,
Полтавская область,
Украина.
Код КОАТУУ — 5323684202. Население по переписи 2001 года составляло 327 человек.

## Географическое положение
Село Тарасовка находится на правом берегу реки Сула, на её старице Быстрая,
выше по течению на расстоянии в 2,5 км расположено село Плехов,
ниже по течению на расстоянии в 3 км расположено село Чутовка,
на противоположном берегу — село Старый Калкаев (Семёновский район).
Река в этом месте извилистая, образует лиманы, старицы и заболоченные озёра.

## История
На юго-вост. окраине села, на краю прав. бер. р.Сулы, городище. Овальная (200х250 м) площадка поселения с С ограничена оврагом, а с востока — рекой. С других сторон городище укреплено дугообразным валом (выс. 2.5 м). Ров прослеживается слабо. Вокруг городища расположено обширное (около 5 га) селище. Культ. сл. поселения содержит отложения древнерусского (XI—XIII вв.) времени.  Найдены: гончарная хорошо профилированная керамика, шиферные пряслица, куски необработанного шифера. По мнению Ю. Ю. Моргунова, здесь располагался летописный город Горошин.
Возник на базе хуторов Нестеренков и Слиньков (в списке населенных мест 1912 года записаны как один), Слиньков существовал как отдельный населённый пункт до 1985 года
Село указано на трехверстовке Полтавской области. Военно-топографическая карта.1869 года как хутор Нестеренков